# Marie Avgeropoulos
Marie Avgeropoulos (Thunder Bay, Ontario, 1986. június 17.–) kanadai színésznő. 
Legismertebb szerepe A visszatérők című amerikai posztapokaliptikus sorozatban alakított Octavia Blake.

## Filmográfia

### Film
| Év   | Magyar cím                                     | Eredeti cím              | Szerep                                   | Magyar hang       |
| ---- | ---------------------------------------------- | ------------------------ | ---------------------------------------- | ----------------- |
| 2009 | Lehetek az eseted?                             | I Love You, Beth Cooper  | Valli Wooley                             |                   |
| 2010 |                                                | Random Walk (rövidfilm)  | ismeretlen szerep                        |                   |
| 2010 | Villámtolvaj – Percy Jackson és az olimposziak | Percy Jackson            | Aphrodité lánya                          |                   |
| 2010 | Nyomodban a halál                              | Hunt to Kill             | Kim Rhodes                               | Roatis Andrea     |
| 2011 | Fifti-fifti                                    | 50/50                    | Allison                                  |                   |
| 2015 | Parkour életre-halálra                         | Tracers                  | Nikki                                    | Kardos Eszter     |
| 2015 |                                                | Numb                     | Cheryl                                   |                   |
| 2015 |                                                | Isolation                | Nina                                     |                   |
| 2016 | Egy rendkívüli élet                            | A Remarkable Life        | Chelsea                                  |                   |
| 2016 |                                                | Dead Rising: Endgame     | Sandra Lowe                              |                   |
| 2019 |                                                | Wonder Woman: Bloodlines | Vanessa Kapatelis / Silver Swan (hangja) |                   |
| 2020 | Jiu Jitsu – Harc a Földért                     | Jiu Jitsu                | Myra                                     | Kardos Eszter     |
| 2023 | Gyilkosok gyöngye                              | King of Killers          | Asha Khanna                              | Sipos Eszter Anna |

### Televízió
| Év        | Magyar cím        | Eredeti cím       | Szerep          | Megjegyzések                                   |
| --------- | ----------------- | ----------------- | --------------- | ---------------------------------------------- |
| 2009      | Odaát             | Supernatural      | Taylor          | 1 epizód                                       |
| 2009      | A Harper-sziget   | Harper's Island   | Stacy           | 1 epizód                                       |
| 2009      | Vízi mentők       | The Guard         | Jeanette        | 1 epizód                                       |
| 2009      | Campus háború     | Sorotity Wars     | Missy           | tévéfilm                                       |
| 2010      |                   | The Troop         | Sarah           | 1 epizód                                       |
| 2010      | A rejtély         | Fringe            | Leah / pincérnő | 2 epizód                                       |
| 2010      | Füstfüggöny       | Smoke Screen      | Suzi            | tévéfilm                                       |
| 2010      | Tökéletes célpont | Human Target      | Jamie Hartloff  | 1 epizód                                       |
| 2011      | Eureka            | Eureka            | Bonnie          | 1 epizód                                       |
| 2011      |                   | Hiccups           | Terry           | 1 epizód                                       |
| 2012      |                   | Fugitive at 17    | Holly Hamilton  | tévéfilm                                       |
| 2012      |                   | Walking the Halls | Amber           | tévéfilm                                       |
| 2012      | Gyíkarcok         | The Inbetweeners  | Samantha        | 4 epizód                                       |
| 2013      | 90210             | 90210             | Cassie McCoy    | 1 epizód                                       |
| 2013      | A szekta          | Cult              | Kirstie Nelson  | - 10 epizód - magyar hangja: - Tamási Nikolett |
| 2014–2020 | A visszatérők     | The 100           | Octavia Blake   | főszereplő (100 epizód)                        |